# ジャスティン・ホーキンス
ジャスティン・ホーキンス（Justin Hawkins、本名:ジャスティン・デイヴィッド・ホーキンス、1975年3月17日 - ）は、イギリス在住のロック・アーティスト、ギタリスト、ボーカリスト。イギリス・サフォークの漁港、ローストフト出身。フレディ・マーキュリー風のハイトーンボイスやシャウトを使う歌い方が特徴。
ザ・ダークネスのメンバーとして広く知られている。

## 経歴
イギリス北部、ヨークシャー州のハダースフィールド・テクニカル・カレッジ（HTC）ミュージック・テクノロジー科で音楽、作曲についての専門的な教育を受けた。ザ・ダークネス（2000年 - 2006年）のリード・ボーカリストで、ギタリストであった。ロックバンド、ザ・ダークネスのフロントマンとして中心的な存在を担っていた。(2006年脱退、2011年再結成　後述)
彼の叔母が経営するノーフォークにあるパブで開かれていたカラオケ大会で尊敬するクイーンの『ボヘミアン・ラプソディ』を歌詞を一行も間違えることなく完璧に歌い上げたのをきっかけに、同バンドのメンバーで弟のダン・ホーキンスの薦めでボーカリストになる。それまでは自分自身をリード・ギタリストだと思っていたとのこと。この時の観客は彼の素晴らしい歌唱力にあ然としていたという。
2005年には、ジャスティンはブリティッシュ・ホエールというソロ・プロジェクトを立ち上げた。デビュー・シングルである1974年のスパークスのカバー曲「ディス・タウン」 (This Town Ain't Big Enough For Both of Us) は、同年8月15日に発表されて、全英シングルチャートで6位になった。
2006年10月、薬物や摂食障害等の健康問題とその治療のためバンドを引責脱退。「ザ・サン」紙のインタビューに応じ、内幕や経緯を語っている。
2007年初頭。ユーロヴィジョン・ソング・コンテスト・コンクールで英国代表を争う6組のうちの一組として予選に出場した。そのときの楽曲はビヴァリー・ブラウンとのデュエット曲「They Don't Make 'Em Like They Used To」である。しかし、コンクールに勝つことはできなかった。
同年秋、英国のエコ活動推進グループ「The Green Things」に楽曲を提供した。「Do It In The Dark」という一見意味深なタイトルであるが、作詞は彼自身ではない。彼はこの楽曲について、あくまでもエコ活動推進への提供のための楽曲でそれ以上の意味はなく、また、シングル発売もするつもりはないとの発言を行っている。
2008年1月、BBC放送のアニメ番組『Freefonix』に楽曲を提供した。
2008年公開の映画『Telstar: The Joe Meek Story』において、英国ショック・ロックの元祖と言われている奇才スクリーミング・ロード・サッチ役を演じている。この映画は1960年代の英国のショービズ界を当時の有名音楽プロデューサーであったジョー・ミークの人生を追うことで描いてゆくものである。
2008年6月、バンド「ホット・レッグ（Hot Leg）」での活動開始を発表した。なお、同年にアルバムを発表する予定であると公表した。6月24日にマイスペースの同集団のページにおいて新曲「Heroes」のMP3ダウンロード配信、同年8月にイギリス国内4ヵ所で行うライブのチケット販売を開始した。
2008年12月、ホット・レッグはシングル「I've Met Jesus」を発売。
2009年2月、ホット・レッグはファースト・アルバム『Red Light Fever』を発売。同月末から英国内ツアーを行った。ホット・レッグにおいては、ザ・ダークネス時代のグラム・ロック志向とは異なるマン・ロック（Man Rock）等の音楽志向を提唱している。
2009年3月現在、英国のポップ・ロック・バンド、Saving Aimeeのデビュー・アルバムの作成に関わっている。2009年11月発売の米国の人気オーディションTV番組『アメリカン・アイドル』のアダム・ランバートのデビュー・アルバムに「ミュージックアゲイン」という楽曲を提供した。
2011年3月15日、ザ・ダークネスは公式に再結成を発表、ジャスティンも参加する。
ロンドンのマダム・タッソー館には彼の蝋人形が設置されている。

## 歌唱法について
ジャスティンは独特のハイトーン・ヴォーカルに特徴があるが、自身はファルセットではなくヘッドボイスのテクニックを使用したものであると語っている。